# De Beers
De Beers és una família d'empreses que domina els sectors del diamant, l'extracció de diamants, el comerç de diamants i la fabricació industrial de diamants. De Beers es dedica a totes les categories de la indústria d'extracció de diamants: extracció a cel obert, sota terra, a gran escala a mars luvials, costaners i de profunditat. La mineria té lloc a Botswana, Namíbia, Sud-àfrica i el Canadà.2019
Depèn de De Beers, la comercialitzadora Diamond Trading Company.